# Mussaenda philippinensis
Mussaenda philippinensis är en måreväxtart som beskrevs av Elmer Drew Merrill. Mussaenda philippinensis ingår i släktet Mussaenda och familjen måreväxter. Inga underarter finns listade i Catalogue of Life.